# Relaciones Honduras-Rusia
Las relaciones Honduras-Rusia son las relaciones internacionales entre Honduras y Rusia. Ambos países han firmado relaciones diplomáticas el 30 de septiembre de 1990. Honduras está representada en Rusia a través de su embajada en Moscú. Rusia está representada en Honduras a través de su embajada en Managua (Nicaragua) y dos consulados honorarios en San Pedro Sula y Tegucigalpa.
Ambos países son miembros de pleno derecho del Fondo Monetario Internacional y de las Naciones Unidas.

## Relaciones bilaterales
Las relaciones diplomáticas entre la URSS y Honduras comenzaron el 30 de septiembre de 1990. Después de la desintegración de la Unión Soviética, Honduras reconoció a Rusia como el sucesor de la URSS el 3 de enero de 1992. En 1993 en ambos países Embajadores acreditados en combinación - Embajador de la Federación de Rusia, Embajador de Nicaragua y de Honduras en Rusia. En 1995, el Cónsul Honorario de Rusia fue construido en Honduras, fue nombrado un gran empresario Fredy Antonio Nasser Selman. Apoya los lazos interparlamentarios. En 1988 y 1991 en Moscú, la delegación visitó el Congreso Nacional de Honduras. En 1989 viajó a Honduras. A finales de septiembre de 1996 una visita al país la delegación de la Federación Consejo de la Asamblea Federal de la Federación de Rusia encabezada por Moscú Gordumy VM Platonov. Hasta la fecha, el contexto ruso-hondureño, ha logrado algunos avances. Se trata de un diálogo político sobre cuestiones internacionales urgentes, contactos centroamericanos en las Naciones Unidas. Después del golpe de Estado de Honduras de 2009, un portavoz del Ministerio de Relaciones Exteriores de Rusia condenó el derrocamiento de Zelaya y lo llamó una "violación flagrante de las normas democráticas básicas". Rusia también acogió con beneplácito los esfuerzos de las organizaciones y los grupos regionales que trataban de "elaborar una solución en el marco del derecho internacional".